# Polgári perrendtartás
A polgári perrendtartás (rövidítése: Pp.) a polgári eljárásjogi törvény másik elnevezése. Olyan törvénykönyv (kódex), amely a polgári per lefolytatásának szabályait, a polgári bíróság peres és nemperes eljárásokban követendő eljárásának szabályait tartalmazza. A polgári perrendtartásról szóló 2016. évi CXXX. törvény 2018. január 1-jével lépett hatályba.
Polgári perrendtartásnak nevezik gyakran magát a polgári eljárásjogot is, mint a jogrendszer egyik ágazatát.

## Története Magyarországon
Plósz Sándor munkásságának legfőbb eredményeként született meg az 1911. évi I. törvénycikk a polgári perrendtartásról, amely 1915, január 1-jén lépett hatályba. Ezt a törvényt váltotta fel a többször módosított 1952. évi III. törvény, amely azonban nem fogja át a jogág szabályainak egészét.

## A polgári eljárás alapelvei
A 2018. január 1-jével hatályba lépett polgári perrendtartás tételesen is meghatározza a polgári eljárás alapleveit.

„2. § [A rendelkezési elv]

(1) A felek szabadon rendelkeznek perbe vitt jogaikkal.

(2) A bíróság - törvény eltérő rendelkezése hiányában - a felek által előterjesztett kérelmekhez és jognyilatkozatokhoz kötve van.

3. § [A perkoncentráció elve]

A bíróságnak és a feleknek törekedniük kell arra, hogy az ítélet meghozatalához szükséges valamennyi tény és bizonyíték olyan időpontban álljon rendelkezésre, hogy a jogvita lehetőleg egy tárgyaláson elbírálható legyen.

4. § [A felek eljárástámogatási és igazmondási kötelezettsége]

(1) A felek kötelesek előmozdítani az eljárás koncentrált lefolytatását és befejezését.

(2) A perben jelentős tények állítása, és az alátámasztásukra szolgáló bizonyítékok rendelkezésre bocsátása - törvény eltérő rendelkezése hiányában - a feleket terheli.

(3) A felek tényállításaikat és egyéb, tényekre vonatkozó nyilatkozataikat a valóságnak megfelelően kötelesek előadni.

(4) A bíróság azt a felet, aki önhibájából a perben jelentős tények tekintetében olyan nyilatkozatot tesz, amelyről bebizonyosodik, hogy valótlan, pénzbírság megfizetésére kötelezi, valamint az e törvényben meghatározott más jogkövetkezménnyel sújtja.

5. § [A jóhiszeműség elve]

(1) A felek és más perbeli személyek eljárási jogaik gyakorlása és kötelezettségeik teljesítése során jóhiszeműen kötelesek eljárni.

(2) A bíróság azt a felet vagy más perbeli személyt, aki a jóhiszeműség követelményével ellentétes magatartást tanúsít, pénzbírság megfizetésére kötelezi, valamint az e törvényben meghatározott más jogkövetkezménnyel sújtja.

6. § [A bíróság közrehatási tevékenysége]

A bíróság a perkoncentráció érvényesülése érdekében az e törvényben meghatározott módon és eszközökkel hozzájárul ahhoz, hogy a felek eljárási kötelezettségeiket teljesíthessék.”

A polgári eljárás alapelvei az egész eljáráson végighúzódó elvi tételek, amelyek meghatározzák a polgári eljárási jog  rendszerét. Főleg a polgári perre érvényesek, de megfelelően irányadók a peren kívüli eljárásokra is.  Az alapelvek irányt mutatnak a bíróságok számára a polgári eljárási szabályok értelmezése, illetve alkalmazása során,  főként határesetekben.    Többféle csoportosításuk lehetséges.

### A büntetőeljárással közös alapelvek  illetve a  kizárólag a polgári eljárási jog alapelvei

#### A büntetőeljárással közös alapelvek
Mivel a büntetőeljárásban is hasonlóan alapvető a bíróság szerepe, mint polgári ügyekben, az alapelvek között is van azonosság, így
- a tárgyalás nyilvánossága,
- a szóbeliség alapelve

#### Kizárólag a polgári eljárási jog alapelvei
Ezek a polgári jogi eljárásban hozandó határozat tartalmát  meghatározó anyagi joggal függnek össze, kifejeződik ezekben a jogalanyok bizonyos autonómiája.
- a rendelkezési elv
- tárgyalási elv

#### Szervezeti alapelvek
- Bírói függetlenség
- néprészvétel
- társasbíráskodás elve

#### Működési alapelvek
Ezek tükrözik a polgári eljárás jellegzetességeit.

## A 2018. január 1-jével hatályba lépett törvény főbb rendelkezései

### Az osztott perszerkezet bevezetése
Az osztott perszerkezet bevezetése azt jelenti, hogy a peres eljárást perelőkészítő szakra és érdemi tárgyalási szakra bontja a törvény és erősíti a perelőkészítés szerepét.